# Eleição presidencial no Zimbábue em 2008
Eleições presidenciais foram realizadas em 29 de março de 2008 no Zimbabwe. Os principais candidatos foram: Robert Mugabe (ZANU-PF) e Morgan Tsvangirai (MMD). Em decorrência da má situação econômica do Zimbabwe, a eleição foi esperada para fornecer ao presidente Mugabe seu desafio eleitoral mais difícil. Os oponentes de Mugabe criticaram a manipulação do processo eleitoral, e o governo foi acusado de planejar equipar a eleição. A Human Rights Watch afirma que a eleição foi uma "profunda fraude".
Nenhum resultado oficial foi anunciado mesmo depois de um mês após a votação.

## Reunião de emergência
No dia 12 de abril, a SADC convocou uma reunião de emergência para debater o problema do Zimbabwe. A conclusão a que a comunidade chegou é que é preciso atuar e encontrar uma saída para os problemas atuais daquele país. 
"Pensamos que uma das saídas é a criação de um instrumento participativo que una as diferentes sensibilidades e que possa gerir o período de transição até a realização das próximas eleições."

SADC.
Falou ainda da necessidade de se respeitar as leis para garantir eleições democráticas na espaço da SADC. Às mesmas conclusões chegou a União Africana.

## Segundo turno
O segundo turno foi previsto para 27 de junho, permanecendo o nome de Tsvangirai na cédula eleitoral. A votação ocorreu num curso de 12 horas, terminando as 19h00min, horário local. Mugabe e sua esposa votaram no distrito de Highfield, perto de Harare, e disse que estava otimista; Tsvangirai delatou seu voto, descrevendo-o como o "um exercício de não intimidação".

## Resultados
| Candidato                                   | Partido                              | Primeiro turno | Primeiro turno | Segundo turno | Segundo turno |
| Candidato                                   | Partido                              | Votos          | %              | Votos         | %             |
| ------------------------------------------- | ------------------------------------ | -------------- | -------------- | ------------- | ------------- |
| Robert Mugabe                               | ZANU-PF                              | 1,079,730      | 43.24          | 2,150,269     | 90.22         |
| Morgan Tsvangirai                           | MMD                                  | 1,195,562      | 47.87          | 233,000       | 9.78          |
| Simba Makoni                                | Independente                         | 207,470        | 8.31           |               |               |
| Langton Towungana                           | Independente                         | 14,503         | 0.58           |               |               |
| Total                                       | Total                                | 2,497,265      | 100.0          | 2,383,269     | 100.0         |
|                                             |                                      |                |                |               |               |
| Votos válidos                               | Votos válidos                        | 2,497,265      | 98.42          | 2,383,269     | 94.77         |
| Votos inválidos/em branco                   | Votos inválidos/em branco            | 39,975         | 1.58           | 131,481       | 5.23          |
| Total de votos                              | Total de votos                       | 2,537,240      | 100.0          | 2,514,750     | 100.0         |
| Eleitores registrados/comparecimento        | Eleitores registrados/comparecimento | 5,934,768      | 42.75          | 5,934,768     | 42.37         |
| Fonte: Banco de Dados de Eleições Africanas |                                      |                |                |               |               |